# 翁家明
翁家明（1962年12月14日—），為台灣男演員。於2001年與藝人俞小凡結婚，且育有一女一子，也有參加由澎恰恰號召以藝人為主所組成的「閃亮之星棒球隊」。

## 爭議事件

### 外遇事件
- 2009年趁老婆俞小凡赴中國大陸拍戲時與有華航免稅商品銷售天后之稱的空姐「蘇家漫」[4]、女兒老師爆發婚外情[5]

### 施打特權疫苗
- 2021年6月被爆料為好心肝2019冠狀病毒病疫苗施打爭議事件中特權施打疫苗中的已施打對象。[6]翁家明因長期擔任好心肝基金會志工而被邀請施打新冠疫苗[7]，好心肝特權疫苗案檢調偵辦，北檢於2022年8月間以全案查無不法簽結[8]。

## 電視劇
| 年份   | 頻道       | 劇名                                  | 角色               |
| 1988年 | 中視       | 《午夜門神》                          |                    |
| 1988年 | 中視       | 《面具背後》                          |                    |
| 1989年 | 中視       | 《金色樓梯》                          |                    |
| 1989年 | 中視       | 《他們的故事》                        |                    |
| 1990年 | 中視       | 《又見夕陽紅》                        |                    |
| 1990年 | 公視       | 《上班下班》                          |                    |
| 1991年 | 中視       | 《望夫崖》                            | 楚天白             |
| 1991年 | 中視       | 《擁抱夢幻》                          | 阮天耀             |
| 1991年 | 中視       | 《金色時光》                          | 張克鈞             |
| 1991年 | 中視       | 《婆媳一家親》                        |                    |
| 1991年 | 中視       | 《長官好》                            | 江天瑞             |
| 1992年 | 中視       | 《再世情缘》                          | 向國恩             |
| 1992年 | 中視       | 《戲說慈禧》                          | 咸豐帝             |
| 1992年 | 台視       | 《春天裏的教室》                      | 劉進淵             |
| 1993年 | 台視       | 《初戀30年》                          | 范永松             |
| 1994年 | 中視       | 《明月青山在》                        | 林石濤             |
| 1994年 | 中視       | 《燕鷗》                              | 李家祥             |
| 1994年 | 中視       | 《牽手出頭天》                        | 李勝雄             |
| 1994年 | 中視       | 《你是我永遠的牽掛》                  | 楊德原             |
| 1994年 | 中視       | 《相親》                              | 長平               |
| 1995年 | 中視       | 《天師鍾馗之三會包青天》              | 臥龙真人           |
| 1995年 | 中視       | 《王者》                              | 棒球員             |
| 1995年 | 中視       | 《為愛燃燒》                          |                    |
| 1996年 | 中視       | 《斷掌順娘》                          | 順英父             |
| 1996年 | 台視       | 《台灣演義》                          | 朱友和             |
| 1996年 | 台視       | 台視劇場—人間抒情系列《同學我懷孕了》 | 班導               |
| 1996年 | 華視       | 《阿足》                              | 李金斗             |
| 1997年 | 中視       | 《姻緣花》                            | 王家凡             |
| 1997年 | 中視       | 《大姐當家》                          | 王俊良             |
| 1997年 | 中視       | 《時來運轉》                          | 周延霆             |
| 1997年 | 台視       | 《非常任務》                          | 趙世傑             |
| 1997年 | 台視       | 《添丁發財好運來》                    | 杨天福             |
| 1997年 | 華視       | 《天使是男人》                        | 曾宗泫             |
| 1998年 | 華視       | 《歡喜遊龍》                          | 唐嘯天             |
| 1999年 | 台視       | 《台灣廖添丁》                        | 廖添丁廖添福邱俊雄 |
| 1999年 | 華視       | 《神捕》                              | 雲三少             |
| 1999年 | 華視       | 《頭家娘》                            | 張家侲             |
| 2000年 | 公視       | 《汪洋中的一條船》                    | 鄭豐喜             |
| 2002年 | 台視       | 《臺灣英雄斧頭將軍》                  | 陳輝               |
| 2003年 | 台視       | 《愛上天使》                          | 唐浩東             |
| 2003年 | 民視       | 《青龍好漢》                          | 王平貴             |
| 2003年 | 衛視中文台 | 《第八號當舖》                        | 易天臨             |
| 2004年 | 中視       | 《美麗99》                            | 梁致濱             |
| 2004年 | 台視       | 《野球風雲》                          | 伊藤太郎           |
| 2005年 | 台視       | 《海誓山盟》                          | 陸志成             |
| 2005年 | 民視       | 《美麗人生》                          | 杜聰明             |
| 2006年 | 三立台灣台 | 《戲說台灣－櫻花戀》                  | 楊天賜 太田秀和    |
| 2006年 | 三立台灣台 | 《金色摩天輪》                        | 王明峰             |
| 2007年 | 中視       | 《豪門本色》                          | 穆博文             |
| 2007年 | 華視       | 《天使之翼》                          | 蘇志遠             |
| 2008年 | 公視       | 《天平上的馬爾濟斯》                  | 涂建平             |
| 2010年 | 大愛電視台 | 《清秀家人》                          | 連父               |
| 2011年 | 台視       | 《獅子的女兒》                        | 鄭明和             |
| 2011年 | 三立台灣台 | 《牵手》                              | 黃建明             |
| 2011年 | 大愛電視台 | 《何處是我家》                        | 鄭子蔭             |
| 2011年 | 民視       | 《廉政英雄—血本無歸》                 | 潘偉宗             |
| 2011年 | 壹電視     | 《幸福蒲公英》                        | 林耀泉             |
| 2012年 | 民視       | 《風水世家》                          | 江泰山             |
| 2013年 | 大愛電視台 | 《明天更美麗》                        | 陳鎮龍             |
| 2014年 | 民視       | 《龍飛鳳舞》                          | 陳志寬             |
| 2014年 | 大愛電視台 | 《情牽萬里》                          | 翁父               |
| 2017年 | 公視       | 《媽，告訴我哪裡有光》                | 林國鼎             |
| 2017年 | 民視       | 《幸福來了》                          | 劉易宏             |
| 2019年 | 民視       | 《多情城市》                          | 邱順豐             |
| 2021年 | 民視       | 《孟婆客棧》                          | 李美香 (轉世)      |
| 2022年 | 三立台灣台 | 《一家團圓》                          | 柯耀宗             |
| 2022年 | 民視       | 《市井豪門》                          | 謝文良             |
| 2023年 | 華視       | 《欺妻49天》                          | 邱家明             |
| 2024年 | 三立台灣台 | 《天道》                              | 孫北海             |
| 2024年 | 大愛電視台 | 《在光裏的人》                        | 林繁幸             |
| 2024年 | 民視       | 《愛的榮耀》                          | 謝文良 (客串)      |
| 2025年 | 三立台灣台 | 《天知道》                            | 玄天上帝           |

## 電視劇(中國大陸)
| 年份   | 頻道 | 劇名           | 角色   |
| 2000年 | 大陸 | 《乱世桃花》   | 李世民 |
| 2000年 | 大陸 | 《欲望》       | 顾立伟 |
| 2001年 | 大陸 | 《风云儿女》   | 熊九   |
| 2004年 | 大陸 | 《大清洗冤录》 | 刘寿   |
| 2004年 | 大陸 | 《長白英雄傳》 | 林飞狐 |
| 2005年 | 大陸 | 《绝对计划》   | 蓝野城 |
| 2006年 | 大陸 | 《少年杨家将》 | 杨业   |
| 2007年 | 大陸 | 《天使之翼》   | 苏志远 |
| 2008年 | 大陸 | 《幸福的眼泪》 | 韩江生 |
| 2008年 | 大陸 | 《射雕英雄传》 | 杨铁心 |
| 2009年 | 大陸 | 《亂世艷陽天》 | 熊九   |
| 2010年 | 大陸 | 《台商》       | 江翰仁 |
| 2011年 | 大陸 | 《情感战争》   | 谭东海 |
| 2014年 | 大陸 | 《天后之征》   | 莉父   |

### 電視劇（無綫電視）
| 年份   | 頻道 | 劇名                   | 角色   |
| 1996年 | TVB  | 《聊齋》之（流光情劫） | 張於旦 |
| 1996年 | TVB  | 《聊齋》之（古劍幽靈） | 金生色 |

## 電影
| 年份   | 片名                  | 角色       |
| 1983年 | 《看海的日子》        | 恩客       |
| 1987年 | 《旗正飄飄》          | 特警班成員 |
| 1988年 | 《海水正藍》          |            |
| 2008年 | 《神医安道全》        |            |
| 2011年 | 《危情营救》          |            |
| 2011年 | 《天堂之吻》          |            |
| 2016年 | 《22個男人》          | 王強       |
| 2020年 | 《卡卡囌卡卡衝》      |            |
| 2025年 | 《突破 三千米的泳氣》 |            |

## 獎項紀錄
| 年份   | 頒獎典禮     | 獎項     | 劇名         | 角色   | 結果 |
| ------ | ------------ | -------- | ------------ | ------ | ---- |
| 1995年 | 第30屆金鐘獎 | 男主角獎 | 《戲說慈禧》 | 咸豐帝 | 提名 |

## 外部連結
- 翁家明 豪野人漫遊趣的Facebook專頁
- 翁家明在互联网电影资料库（IMDb）上的資料（英文）
- 翁家明在香港影庫上的簡介
- 翁家明在豆瓣上的资料（简体中文）
- 翁家明在时光网上的簡介（简体中文）
- 翁家明在台灣電影網上的資料（繁體中文）
- 華文影史庫 翁家明 簡介 （页面存档备份，存于）